# Steinacher Achen
Die Steinacher Achen (in Österreich als Seebach benannt, sonst auch Dürre Ach oder nur Ach) ist ein 13,48 km langer Bach und Zufluss der Vils im Flusssystem des Lechs im Gebiet Gräns (Österreich) und Pfrontens (Deutschland).

## Topografie
Der Bach entspringt in der Nähe der Seebenalpe, die zwischen Vilser Jöchl und Aggenstein liegt, auf 1578 m. Von dort fließt er bis nach Enge hinab und passiert im Folgenden die Grenze nach Deutschland. Von nun an heißt er nicht mehr Seebach sondern Steinacher Achen (bzw. Dürre Ach oder Ach). Im Folgenden passiert er die Pegelstelle an der Fallmühle und mündet nach der Querung von Pfronten-Steinach in die Vils.

## Wassermühlen
Auf dem Gebiet Pfrontens wurden und werden zahlreiche Wassermühlen an der Steinacher Achen betrieben. Erstmals wurde 1592 eine Getreidemühle errichtet. Später kamen besonders Gipsmühlen und Sägen hinzu. Heute werden einige dieser Mühlen vorwiegend zur Stromerzeugung genutzt.